# Hansa-Park
Koordinaten: 54° 4′ 37″ N, 10° 46′ 48″ O
Der Hansa-Park (Eigenschreibweise HANSA-PARK) ist ein saisonaler Freizeitpark in Sierksdorf (Schleswig-Holstein) an der Ostsee. Der Park umfasst heute 460.000 m² mit – nach eigener Aussage – mehr als 125 Attraktionen und konnte 2016 1,4 Millionen Gäste begrüßen. Er zählt damit zu den fünf größten und beliebtesten deutschen Freizeitparks.

## Geschichte

### Legoland
Auf dem Areal entstand zunächst 1973 das erste deutsche Legoland, das von dem Bauunternehmer Hans Peter Rüster errichtet wurde. Aus 28 Millionen Kunststoff-Bausteinen des dänischen Spielzeugherstellers Lego wurden ganze Städte im Miniaturformat von Rüdesheim am Rhein bis zur Skyline von New York nachgebaut. Geschäftsführer war Carl M. Wenzel (Gründer der heutigen Wenzel Consulting AG) und Marketingleiter Paul Bornscheuer (ehemaliger Inhaber des Freizeitparks Verden und Sprecher der Rüster-Holding Trustbau AG). Dieser Freizeitpark bestand nur bis Ende 1976 aufgrund der hohen Lizenzgebühren an den Lego-Konzern und der mäßigen Besucherzahlen. 1976 wurde das Legoland geschlossen und die Rüsters Deutsche Familienpark GmbH liquidiert. Die Landesbank Schleswig-Holstein (LB Kiel) hatte das Legoland-Projekt mit rund 30 Millionen DM (15,3 Mio. Euro) mitfinanziert und hatte nun die Aufgabe, den Park treuhänderisch zu verwalten.

### Hansaland
- Neuer Eigentümer wurde Rudolf Erich Leicht. Er erwarb den Park mit Hilfe von zwei Investoren, Dagmar Gräfin Vitzthum (gebürtige Flick und Tochter von Otto-Ernst Flick und damals verheiratet mit Wolfgang Graf Vitzthum) und ihrem Onkel mütterlicherseits Karl Raabem, im Herbst 1976. Die Beteiligung soll um die 10 Millionen DM betragen haben.[2]

- Zusammen mit dem ersten Geschäftsführer Horst Hamelberg wurde ein neues Konzept mit dem Thema „maritime Hanse“ entworfen. Dazu gehörte auch eine Änderung des Bezahlsystems. Im Legoland musste noch für jede Fahrattraktion einzeln bezahlt werden, im Hansaland wurde schrittweise das Inklusivsystem eingeführt. Einmal Eintritt bezahlt, können alle Shows und Fahrten beliebig oft in Anspruch genommen werden. Viele der alten Attraktionen aus dem Legoland (z. B. die Blumenmeerbootsfahrt oder das Gondelrad) konnten übernommen werden. Sie bekamen lediglich ein neues Aussehen. Alles, was an Lego erinnerte, wurde entfernt. Am 15. Mai 1977 öffnete das Hansaland erstmals seine Pforten für die Besucher. Als Neuheit wurde am 21. Juli 1977 die erste original amerikanische Wildwasserbahn in Deutschland eröffnet.

- 1978 eröffnete das zur damaligen Zeit größte und modernste Kuppelbau-Delfinarium in Europa mit 1.400 Sitzplätzen. Delfine wurden vom Park allerdings bereits im Eröffnungsjahr präsentiert, und zwar in einer kleinen Showhalle, die sich hinter der Westernstadt befand.

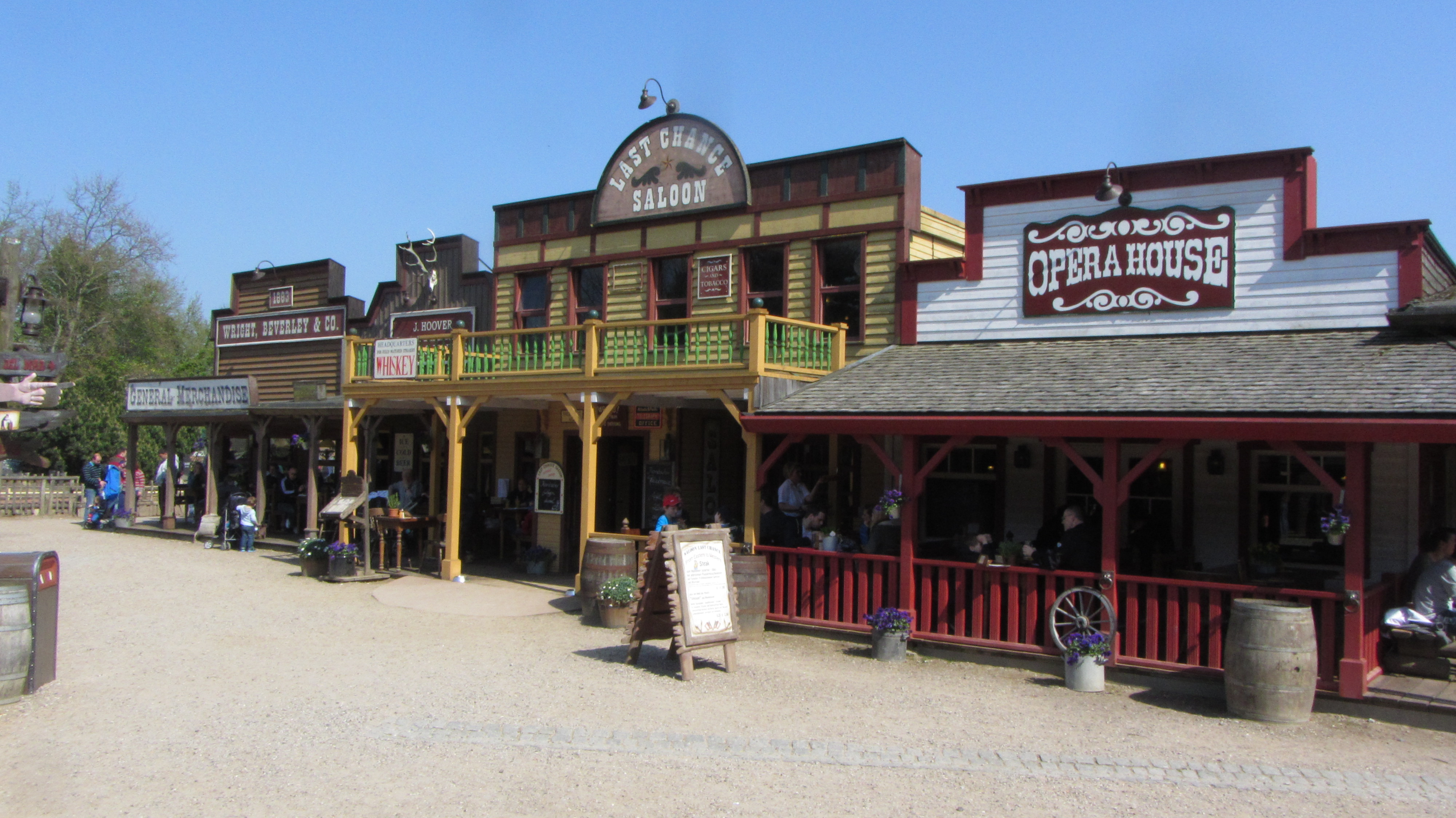
Front mehrerer Geschäfte in der Themenwelt „New Lübeck“ im Hansa-Park

- 1979 folgte die Erweiterung der Westernstadt „Bonanza City“ sowie die Einweihung eines Rundkinos mit Riesenleinwand und 70-mm-Projektion. Im Jahr 1987 wurde in diesem Kino Ronny’s Pop Show gezeigt, eine Bühnenadaption der gleichnamigen Fernsehsendung, die im ZDF lief. Gezeigt wurden Musik-Videos und Sketche, die von einem Affen gespielt wurden (synchronisiert von Otto Waalkes). Die Show lief aber nur ein Jahr, im Jahr darauf wurden wieder Rundkinofilme gezeigt. Das Rundkino wurde 1989 für den Bau des Metroliners wieder abgerissen.

- 1980 erfolgte die Eröffnung des Superrollercoasters Nessie mit einem Vertikallooping. Nessie war zur damaligen Zeit die größte Loopingbahn Europas und wurde vom bedeutenden Achterbahnbauer Anton Schwarzkopf gebaut. Die Anlage ist heute einer der Klassiker im Park und wurde zur Saison 2019 aufwändig thematisiert.

- 1981 wurde die Riesenschiffschaukel eröffnet, heute heißt die Anlage „Fliegender Holländer“.

- 1982 wurde das Showprogramm erweitert. Im Delfinarium gab es nun im Vorprogramm eine Seelöwen-Vorführung und in der Showhalle eine Hunde-Revue.

- 1983 begann der Bau eines Showtheaters mit 2800 Sitzplätzen. Mit der Eröffnung des 3D-Kinos 1992 und mit dem Einbau von Klappsitzen in den unteren Reihen wurde die Anzahl der Plätze auf 1800 reduziert. In der Eröffnungssaison des Showtheaters 1984 wurde von Frank Elstner, dem Erfinder und damaligem Moderator der Fernsehsendung Wetten, dass..?, eine Show mit dem Namen „Wetten Spaß“ präsentiert. In der Show traten Kandidaten aus der Fernsehshow auf, die ihre Wette dort verloren hatten. Sie erhielten im Hansapark eine zweite Chance. Diese Show lief allerdings nur während der sommerlichen Hauptsaison. In der Nebensaison wurden Tiershows gezeigt. An diesem Konzept wurde noch zwei weitere Jahre festgehalten. In den nächsten beiden Jahren traten Wim Thoelke und Michael Schanze (Kinder-Quatsch mit Michael) jeweils in den Sommermonaten mit eigenen Shows auf. Für diese Sommershows musste noch eine Platzreservierung gekauft werden.

- Erst seit 1987 laufen die Shows die komplette Saison durch und es wird keine Platzreservierung mehr erhoben. 1987 und 1988 war dies eine Illusionsshow mit dem Illusionskünstler „Mr. Cox“. 1989 und 1990 folgte eine Show, die aus einer Mischung aus Theater und Zirkus bestand. 1997 lief wieder eine Illusionsshow und in den übrigen Jahren wurde eine Varietéshow gezeigt.

- 1986 wurde die Wasserbahn „Super-Splash“ eröffnet. Diese wurde ein Jahr später mit einer Sprungschanze erweitert.

### Hansa-Park

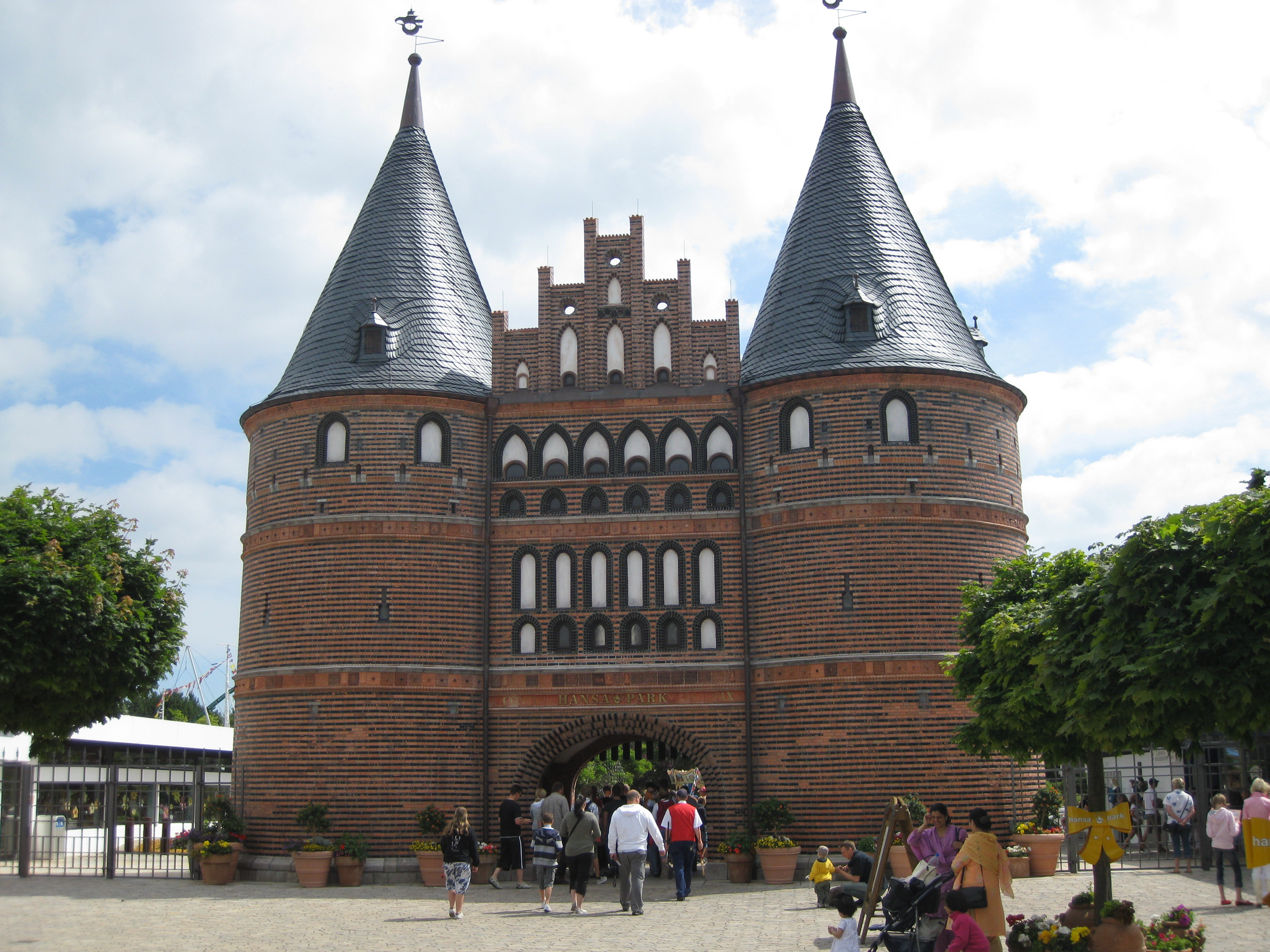
Nachbau des Lübecker Holstentors als Eingang des Hansa-Parks (2008)

- Zum zehnjährigen Jubiläum 1987 wurde das Hansaland in Hansa-Park umbenannt und der inklusive Fahnenstange 100 Meter hohe Drehkabinenstahlturm, genannt Holsteinturm, eröffnet.

- 1989 eröffnete der Hansa-Park den Metroliner, einen von Elektromotoren angetriebenen Zug, dessen Schienenstrecke eine ineinandergeschobene Acht ist. Zur Eröffnung eine absolute Weltneuheit, fuhr die zu den Achterbahnen zählende Anlage mit einem Tempo von bis zu 80 km/h unter dem Titel Metroliner. Die Anlage wurde später thematisiert und fortan im mexikanischen Themenbereich unter dem Namen El Paso Express betrieben. Mit Ende der Saison 2015 wurde der Metroliner geschlossen. Der Metroliner wurde auf den Fundamenten des alten Rundkinos aufgebaut. So war der Kontrollraum der ehemalige Projektorraum des Kinos.

- Seit 1994 verzichtet der Hansa-Park auf Delfinshows. Seitdem wurden im Delfinarium, das in Wasserzirkus umbenannt wurde, nur noch Seelöwen gezeigt.

- 1997 wurde für rund 15 Millionen DM das Parkgelände erweitert und mit dem Piratenland ein neuer Themenbereich gebaut. Zum neuen Themenbereich gehörte die Übernahme des originalgetreuen Nachbaus des Kolumbus-Schiffes Nina, einst Glanzstück einer Ausstellung im Berliner Martin-Gropius-Bau.[3] Auch die Wilde-Maus-Achterbahn Crazy Mine im Abenteuerland wurde 1997 errichtet, die Anlage ist im Stile eines alten Bergwerkes thematisiert und steht ebenfalls im neuen Teil des Parks.

- 2006 wurde ein Hochseilgarten eröffnet, der 2008 als Navajo Trail zu Europas höchstem und größten Hochseilgarten seiner Art (Skytrail) in einem Freizeitpark weiterentwickelt wurde.

- Als erster deutscher Freizeitpark erhielt der Hansa-Park 2007 das Gütesiegel OK für Kids vom Deutschen Kinderschutzbund und TÜV Nord für den gesamten Park.[4]

- Im Park wird derzeit eine Themenwelt zur Hanse gebaut. Dieser HANSE in EUROPA genannte Bereich ersetzt die bisherigen Landungsbrücken. Als erster Bauabschnitt wurde 2008 eine Nachbildung des Holstentors als Eingang fertiggestellt und am 26. April 2008 in einer großen Zeremonie vom damaligen Ministerpräsidenten Schleswig-Holsteins Peter Harry Carstensen enthüllt. Die umfassenden Bauarbeiten werden sich über 20 Jahre erstrecken.[5]

- Mit dem Gerstlauer Eurofighter Flucht von Novgorod eröffnete 2009 eine weitere Achterbahn im Hansa-Park. Flucht von Novgorod besitzt einige Besonderheiten, wie zum Beispiel die Kombination von LSM-Launch und einem vertikalen Kettenlift in einer Achterbahn, zudem die weltweit steilste Abfahrt in Dunkelheit mit einem Absturz von 97°.

- 2014 wurde das Showprogramm der Seelöwen-Vorführung um zwei Papageien erweitert und die Musikuntermalung der Show umgestellt.

- 2015 wurde die Achterbahn Der Schwur des Kärnan eröffnet, welche zusammen mit dem Silver Star die höchste und schnellste Achterbahn Deutschlands ist.[6]

- 2016 wurde das Kettenkarussell HANSE-Flieger in Betrieb genommen, während die ebenfalls angekündigte Kinderachterbahn Der kleine Zar wegen Lieferschwierigkeiten nicht eröffnete.

- In der Jubiläumssaison 2017 (40 Jahre Hansa-Park bzw. Hansaland) wurden die bereits für 2016 angekündigte Kinderachterbahn Der kleine Zar und die Flug-Attraktion Kärnapulten eröffnet. 29. Oktober 2017: Die Seelöwenshow von John Burke hat nach 28 Jahren ihre letzte Vorstellung in der Aquarena. 2018 wird sie durch die kinderfreundliche Show Emmi, Pingi & Co und die versunkene Stadt ersetzt. Die Thematisierung des Infinity-Coasters Der Schwur des Kärnan wird komplett fertiggestellt.

- 2018 findet die Laser- und Special-Effect-Show nicht statt.

- 2019: Am 27. April eröffnete der Highlander, der weltweit höchste Gyro-Drop-Tower mit einer Gesamthöhe von 120 Metern, einer Fallhöhe von 103 Metern, einer Sitzneigung von 30° und einer Geschwindigkeit von 120 km/h im neu gestalteten Themenbereich Bezauberndes Britannien, welcher auch die bestehenden Achterbahnen Nessie und Rasender Roland einschließt und den bisherigen Themenbereich Nervenkitzel weitestgehend ersetzt. Zudem kehrt die Laser- und Special-Effect-Show nach einjähriger Pause mit einer neuen Produktion zurück.

- 2020: Das Showprogramm ist während der gesamten Saison aufgrund der COVID-19-Pandemie ausgesetzt. Ebenfalls aus diesem Grund eröffnet keine der beiden angekündigten neuen Fahrattraktionen.

- 2021 wurde die Katapultachterbahn Fluch von Novgorod in Flucht von Novgorod umbenannt.[7][8] Außerdem eröffneten in dem neuen Themenbereich Awildas Welt, welcher einen Teilbereich der Reiche des Nordens bildet, mit der Wasserbahn Awildas Abenteuerfahrt und dem Family-Freefall-Tower Awildas Ausguck zwei neue Fahrgeschäfte.

- 2022: Der neue Themenbereich Peterhof von Novgorod ersetzt das bisherige Holzfällerlager. Infolgedessen wurde mit der Umgestaltung der Wildwasserfahrt begonnen sowie zwei neue Fahrgeschäfte eröffnet, das Karussell Die Tierkinder vom Peterhof und der Hubseilturm Turm vom Peterhof. Des Weiteren wurde die Westernstadt Bonanza City in New Lübeck umbenannt und das Kinderland in den Bereich Bezauberndes Britannien integriert.
- Während die Bauarbeiten am Palacio de Braga als letzten Abschnitt der Hanse in Europa stattfinden, eröffnete der Hansa-Park mehrere kleinere Familien-Attraktion wie 2023 das Carrousel Baltique gegenüber der Baustelle, 2024 den Abenteuerpfad Lost Trails of Roanoke sowie 2025 Einars Fjordfahrt im Winkingerland. Außerdem wurde im Eingangsbereich das Café Rosa eröffnet.[9]

- Der Erlebnispark ist in die 11 verschiedenen Themenbereiche Hanse in Europa, Abenteuerland, Alter Jahrmarkt, Bezauberndes Britannien, Die Reiche des Nordens, Fiesta del Mar, Hansa-Garten, New Lübeck, Peterhof von Novgorod, Wasserspaß und Wikingerland aufgeteilt, in denen die verschiedenen Fahrgeschäfte und Shows thematisch eingebettet sind.

## Attraktionen

### Achterbahnen
| Bild                  | Name                                              | Sicherheitsbeschränkung            | Typ                              | max. Höhe | Länge       | max. Geschwindigkeit | Hersteller                 | Eröffnung      | Fahrzeit | Themenbereich           |
| --------------------- | ------------------------------------------------- | ---------------------------------- | -------------------------------- | --------- | ----------- | -------------------- | -------------------------- | -------------- | -------- | ----------------------- |
| Crazy-Mine            | Crazy Mine                                        | ab 9 Jahre, ab 1,10 m              | Classic Wild Mouse               | 13 m      | 370 m       | 45 km/h              | Maurer Rides               | 1997           | 1:10 min | Abenteuerland           |
|                       | Der kleine Zar                                    | ab 0,95 m                          | Coaster Mini                     | 3 m       | 54 m        | 20 km/h              | Preston & Barbieri         | 2017           | 1:35 min | Alter Jahrmarkt         |
| Der Schwur des Kärnan | Der Schwur des Kärnan                             | ab 1,30 m                          | Infinity Coaster                 | 73 m      | 1235 m      | 127 km/h             | Gerstlauer Amusement Rides | 2015           | 3:40 min | Die Reiche des Nordens  |
| Schlange von Midgard  | Die Schlange von Midgard                          | ab 1,00 m                          | Family-Coaster                   | 10 m      | 200 m       | 40 km/h              | Gerstlauer Amusement Rides | 2011           | 1:40 min | Wikingerland            |
| Fluch von Novgorod    | Flucht von Novgorod (bis 2020 Fluch von Novgorod) | ab 1,25 m                          | Launched Eurofighter/Kataplektor | 40 m      | 750 m       | 107 km/h             | Gerstlauer Amusement Rides | 2009           | 2:40 min | Peterhof von Novgorod   |
| Nessie                | Nessie (bis 2018 Nessie Superrollercoaster)       | ab 10 Jahre o. Begl., unter 1,30 m | Looping Racer                    | 26 m      | 741 m       | 85 km/h              | Schwarzkopf GmbH           | 1980           | 2:10 min | Bezauberndes Britannien |
| Rasender Roland       | Royal Scotsman (bis 2019 Rasender Roland)         | ab 10 Jahre o. Begl.               | Junior Coaster                   | 16 m      | 522 m       | 50 km/h              | Vekoma                     | 1993           | 1:10 min | Bezauberndes Britannien |
|                       | Cornwall Coaster                                  | Ausstehend                         | Family-Coaster                   | 18 m      | Circa 570 m | circa 50 km/h        | Gerstlauer Amusement Rides | 2026 (geplant) |          | Bezauberndes Britannien |

### Wasserfahrgeschäfte
| Bild                        | Name                                                                    | Sicherheitsbeschränkung                  | Typ                  | max. Höhe | Streckenlänge | Hersteller                | Eröffnung | Fahrzeit | Themenbereich          |
| --------------------------- | ----------------------------------------------------------------------- | ---------------------------------------- | -------------------- | --------- | ------------- | ------------------------- | --------- | -------- | ---------------------- |
|                             | Awildas Abenteuerfahrt                                                  | ab 90 cm m. Begl., ab 100 cm ohne Begl.  | Baby Flume           | 3 m       | -             | Soquet                    | 2021      | -        | Die Reiche des Nordens |
| Hansa-Park Barracuda-Slide  | Barracuda-Slide                                                         | ab 8 Jahre und mind. 25 kg o. Begl.      | Hara Kiri Raft Slide | 12 m      | -             | van Egdom                 | 1998      | -        | Wikingerland           |
|                             | Blumenmeer-Bootsfahrt                                                   | ab 6 Jahre o. Begl.                      | Kanalfahrt           | -         | -             | Mack Rides                | 1977      | -        | Alter Jahrmarkt        |
| Sturmfahrt der Drachenboote | Sturmfahrt der Drachenboote                                             | ab 2 Jahre m. Begl., ab 6 Jahre o. Begl. | Mini Flume Ride      | 7 m       | 160 m         | L&T Systems               | 2007      | -        | Wikingerland           |
| Rio Dorado                  | Störtebekers Kaperfahrt (bis 2017 Rio Dorado)                           | ab 10 Jahre o. Begl.                     | Spinning Rapids Ride | 20,4 m    | 213 m         | White Water West          | 2000      | -        | Die Reiche des Nordens |
| Super Splash                | Super Splash                                                            | ab 10 Jahre o. Begl.                     | Super Splash         | 20 m      | -             | Intamin                   | 1986      | -        | Wasserspaß             |
| Wildwasserbahn              | Wildwasserfahrt – Der Wasserwolf am Ilmensee (bis 2015 Wildwasserfahrt) | ab 10 Jahre o. Begl.                     | Wildwasserbahn       | 15 m      | -             | Mack Rides/Arrow Dynamics | 1977      | -        | Peterhof von Novgorod  |

### Weitere Fahrgeschäfte
| Bild                                                        | Name                                                                                         | Sicherheitsbeschränkung               | Typ                           | max. Höhe | Hersteller                        | Eröffnung                   | Fahrzeit | Themenbereich                                                 |
| ----------------------------------------------------------- | -------------------------------------------------------------------------------------------- | ------------------------------------- | ----------------------------- | --------- | --------------------------------- | --------------------------- | -------- | ------------------------------------------------------------- |
|                                                             | Awildas Ausguck                                                                              | ab 105 cm; bis 5 Jahre m. Begl.       | Family Freefall-Tower         | 11 m      | Zierer                            | 2021                        | -        | Die Reiche des Nordens                                        |
| Barcos del Mar                                              | Barcos del Mar                                                                               | 5–10 Jahre; ab 0 Jahre mit Begleitung | ApolloSidecar                 | -         | Technical Park                    | 2018                        | -        | Fiesta del Mar                                                |
|                                                             | Dr. Livingstones Safari-Flug                                                                 | 5–10 Jahre; ab 0 Jahre mit Begleitung | Roter Baron (Kinderkarussell) | -         | Technical Park                    | 2005                        | -        | Alter Jahrmarkt                                               |
|                                                             | Schiffschaukel                                                                               | ab 8 Jahre                            | Schiffschaukel                | 20 m      | Huss                              | 1981                        | -        | Alter Jahrmarkt                                               |
|                                                             | Flying Orcas                                                                                 | ab 1,10 m                             | Fly Willy                     | 6 m       | Huss                              | 1998                        | -        | Wikingerland                                                  |
| HANSA-Flieger                                               | HANSE-Flieger                                                                                | -                                     | Kettenkarussell               | -         | Wooddesign Amusement Rides        | 2016                        | -        | Hanse in Europa                                               |
|                                                             | Hansa-Park-Express                                                                           | -                                     | Parkeisenbahn                 | -         | Gebrüder Ihle Bruchsal            | 1977                        | -        | Hansa-Garten, Peterhof von Novgorod, New Lübeck, Wikingerland |
| Fahrgeschäft Hanse-Karussell nähe dem Eingang im Hansa-Park | Hanse-Karussell                                                                              | -                                     | Karussell                     | -         | Bertazzon                         | 2002                        | -        | Hanse in Europa                                               |
|                                                             | Highlander                                                                                   | ab 1,40 m                             | SkyFall                       | 120 m     | Funtime GmbH                      | 2019                        |          | Bezauberndes Britannien                                       |
|                                                             | Indian River                                                                                 | ab 4 Jahre; ab 0 Jahre mit Begleitung | Paddelboote                   | -         | SBF Visa Group                    | 2001                        | -        | New Lübeck                                                    |
|                                                             | Kärnapulten                                                                                  |                                       | Sky Fly                       | 22 m      | Gerstlauer                        | 2017                        |          | Die Reiche des Nordens                                        |
| Koggenfahrt                                                 | Koggenfahrt                                                                                  | ab 8 Jahre o. Begleitung              | Rundfahrgeschäft              | -         | Mack Rides                        | 1977                        | -        | Alter Jahrmarkt                                               |
|                                                             | Lost Trails of Roanoke                                                                       | -                                     | Hindernisparcours             | -         | Emsland Spiel- und Freizeitgeräte | 2024                        | -        | Abenteuerland                                                 |
|                                                             | Luftikus (ehemals Kettenflieger)                                                             | -                                     | Kettenkarussell               | -         | Gundelwein                        | -                           | -        | Alter Jahrmarkt                                               |
|                                                             | 1903 Somerset Traffic (bis 2024 Mini-Autos)                                                  | bis 1,35 m                            | Autoscooter                   | -         | Bertazzon, Mack                   | 1992                        | -        | Bezauberndes Britannien                                       |
|                                                             | Navajo-Trail                                                                                 | ab 8 Jahre; 1,10 m – 2,10 m           | Sky Trail                     | 7–10 m    | Faszinatour                       | 2006, 2008 erweitert        | -        | Abenteuerland                                                 |
|                                                             | Niedrigseilgarten                                                                            | -                                     | Niedrigseilgarten             | -         | Ziegler Freizeitanlagen           | 2009                        | -        | Wasserspaß                                                    |
|                                                             | Elins Luftreise (ehemals Tower of Terror, El Torre Rapidó, La Torre Rápida, Odins Luftreise) | bis 1,05 m                            | Jumping Star                  | 7,5 m     | Zamperla                          | 2001 (2010 generalüberholt) | -        | Wikingerland (vorher Mexiko)                                  |
|                                                             | Pony-Post                                                                                    | ab 4–12 Jahre; über 1,10 m            | Pferdereitbahn                | -         | Metallbau Emmeln                  | 2001                        | -        | New Lübeck                                                    |
|                                                             | Pow-Wow                                                                                      | ab 8 Jahre                            | Tassen-Karussell              | -         | Zamperla                          | 1995                        | -        | Abenteuerland                                                 |
|                                                             | Safari-Jeeps                                                                                 | ab 4 Jahre; ab 0 Jahre mit Begleitung | Mini-Jeeps                    | -         | Ihle (Metallbau Emmeln)           | -                           | -        | Alter Jahrmarkt                                               |
| Space Race                                                  | Space Scooter/Space Race                                                                     | ab 10 Jahre                           | Autoscooter                   | -         | Bertazzon, Mack                   | 2002                        | -        | Hanse in Europa                                               |
| Wellenreiter                                                | Wellenreiter                                                                                 | ab 8 Jahre                            | Troika                        | -         | Huss                              | 1977                        | -        | Hanse in Europa                                               |
| Wikinger-Bootsfahrt                                         | Wikinger-Bootsfahrt                                                                          | ab 1,10 m                             | Wickie-Bootsfahrt             | -         | Mack Rides                        | 1998                        | -        | Wikingerland                                                  |
|                                                             | Turm vom Peterhof                                                                            | ab 1,20 m; ab 1,05 m mit Begleitung   | Tower                         | -         | Sunkid                            | 2022                        | -        | Peterhof von Novgorod                                         |
|                                                             | Die Tierkinder vom Peterhof                                                                  | ab 0 Jahre                            | Turntable Carousel            |           | Wood Design                       | 2022                        | -        | Peterhof von Novgorod                                         |
|                                                             | Carrousel Baltique                                                                           | ab 0 Jahre                            | Karussell                     | -         | Concept 1900                      | 2023                        | 2 min.   | Hanse in Europa                                               |
|                                                             | Einars Fjordfahrt                                                                            | ab 0,9 m                              | Kontiki L                     | -         | Zierer Rides                      | 2025                        | -        | Wikingerland                                                  |

### Weitere Attraktionen
| Bild                                           | Name                | Sicherheitsbeschränkung | Typ | Hersteller | Eröffnung | Themenbereich  |
| ---------------------------------------------- | ------------------- | ----------------------- | --- | ---------- | --------- | -------------- |
| Fernlenkschiffe im Hansa-Garten des Hansa-Park | Fernlenkschiffe     | -                       | -   | -          | -         | Hansa-Garten   |
|                                                | Gamble Hall         | -                       | -   | -          | -         | New Lübeck     |
|                                                | Goldwäsche          | -                       | -   | -          | -         | New Lübeck     |
|                                                | Indianerlager       | -                       | -   | -          | -         | Abenteuerland  |
|                                                | Kentucky Derby      | -                       | -   | -          | 1977      | New Lübeck     |
|                                                | Shooting Gallery    | -                       | -   | -          | 1977      | New Lübeck     |
|                                                | Sprechender Brunnen | -                       | -   | -          | -         | Fiesta del Mar |

### Ehemalige Fahrgeschäfte
| Bild           | Name                                        | Typ                             | max. Höhe | Hersteller            | Abgebaut/Eingestellt |
| -------------- | ------------------------------------------- | ------------------------------- | --------- | --------------------- | --- |
|                | Seeschlange                                 | Tivoli-Large                    | 8 m       | Zierer                | Ende 1992, steht nun im Magic Park Verden |
|                | Dampfkarussell                              | Dampfkarussell                  | -         | -                     | Ende 2004, steht nun im Tolk-Schau Familien-Freizeitpark |
| Bild           | Gondelrad                                   | Riesenrad                       | –         | −                     | - |
|                | Acapulco-Todesspringer                      | Show                            | –         | −                     | - |
|                | Delphinshow                                 | Show                            | –         | −                     | 1994, erster Freizeitpark, der auf Delphinshows verzichtete |
|                | Flugsimulatoren                             | Flugsimulator                   | -         | -                     | Abbau des ersten Flugsimulators 2001 / Abbau des zweiten Flugsimulators 2006 |
|                | Monte Zuma                                  | Power-Tower                     | 50 m      | Maurer Söhne          | 2013 abgebaut wegen technischer Probleme und wegen der Planung von Kärnan. 2012 stehen geblieben, die Gäste hingen über eine Stunde in der Luft fest |
|                | Space Soccer                                | Autoscooter                     | -         | Bertazzon, Mack Rides | Beginn 2006, Umgestaltung des Space Scooter/Space Race aufgrund der Fußball-WM 2006 in Deutschland. Deaktivierung der Andockstationen und Aufbau von zwei Toren sowie Einführung eines schwarzen Gymnastikballs und einer elektrischen Anzeigetafel zum Zählen der Tore. Nach der Saison wurden alle Veränderungen wieder zurückgebaut bzw. entfernt. |
|                | Pony-Reiten                                 | Geführter Rundkurs              | -         | -                     | 2001 durch elektrische Pony-Post ersetzt – Verbleib der Tiere unbekannt. |
|                | Sturmvogel                                  | Dschunke                        | -         | Schwarzkopf           | Ende 2012 abgebaut und verschrottet |
|                | El Paso Express (vorher Metroliner Express) | Metroliner (Powered Coaster)    | 10 m      | BHS                   | Ende 2015 abgebaut und verschrottet. Da der Antrieb recht schnell heiß lief und diese Attraktion deshalb oft während der Parköffnungszeiten geschlossen werden musste, hat sich der Park dazu entschieden, diese Attraktion dauerhaft zu schließen und abzureißen.                                                                                    |
| Torre del Mar  | Torre Del Mar                               | Star Flyer                      | 70 m      | Funtime               | Ende 2015. Da sich durch den hohen Turm des Kärnan die Windsituation erheblich verändert hatte, wurde die Attraktion abgebaut (und verkauft). |
|                | Russische Schaukel                          | Historisches Riesenrad          | -         | Werner Robrahn        | 2015, wurde an Rasch’s Jahrmarktmuseum verkauft |
| Fliegender Hai | Fliegender Hai                              | Ranger                          | 26 m      | Huss                  | Ende 2018. Da keine Ersatzteile mehr hergestellt werden und zudem der Stromverbrauch dieser Attraktion enorm hoch war, entschied sich der Hansa-Park für die Schließung dieses Fahrgeschäfts. Am 14. März 2019 tauchte es zum Verkauf im Internet wieder auf.                                                                                         |
| Die Glocke     | Die Glocke                                  | The Bell (Schaukelfahrgeschäft) | 28 m      | Funtime               | Ende 2019. Der Hansa-Park begründete die Schließung einerseits mit der Planung des neuen Bereiches „Awildas Welt“, andererseits damit, dass Die Glocke einfach nicht mehr in das aktuelle Parkkonzept passe. |
| HolsteinTurm   | Holstein-Turm                               | Gyro-Tower                      | 100 m     | Huss                  | Der Holsteinturm wurde aufgrund irreparabler technischer Probleme im Januar 2025 abgebaut. |

## Shows und Veranstaltungen

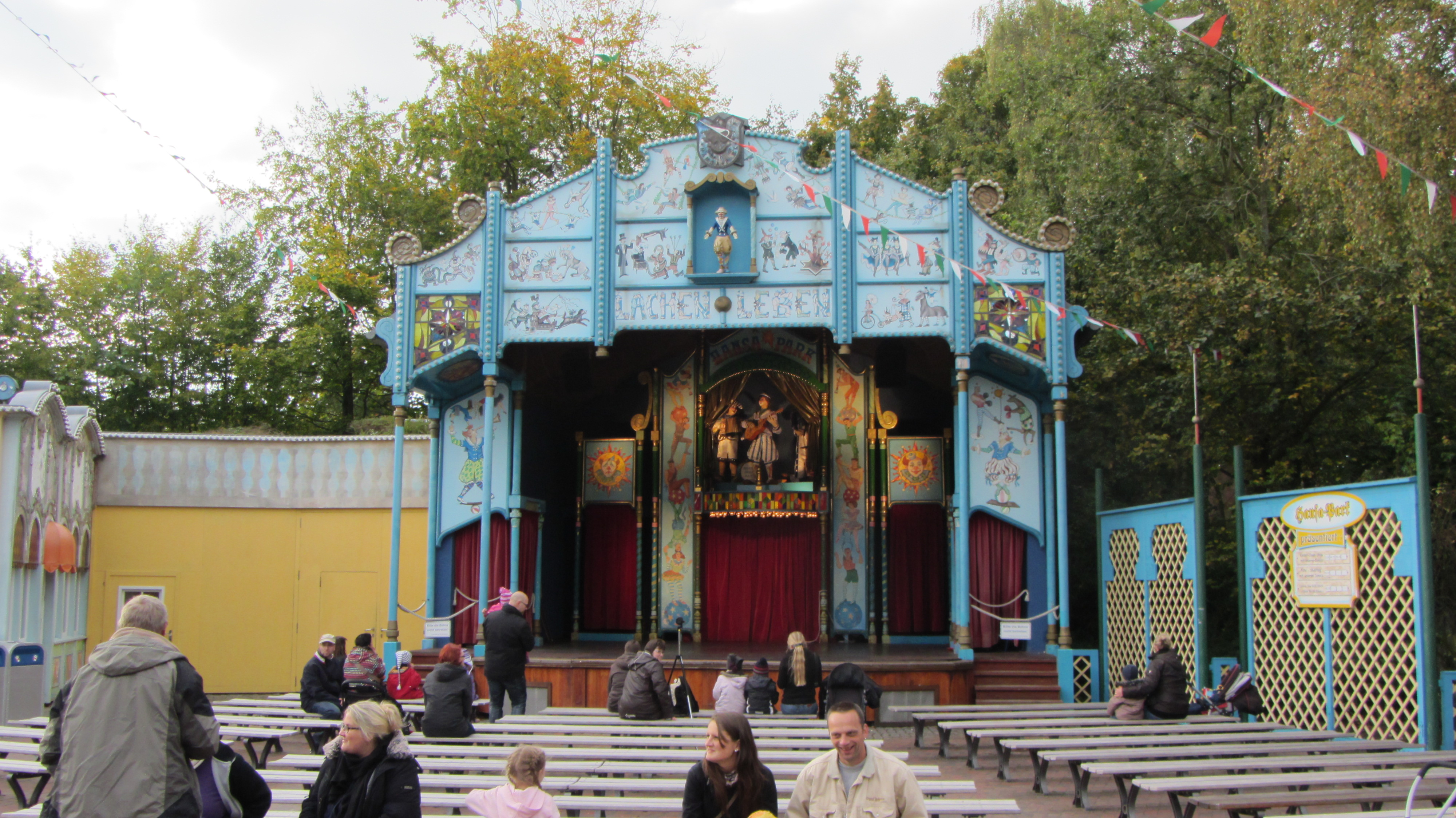
Freilichtbühne
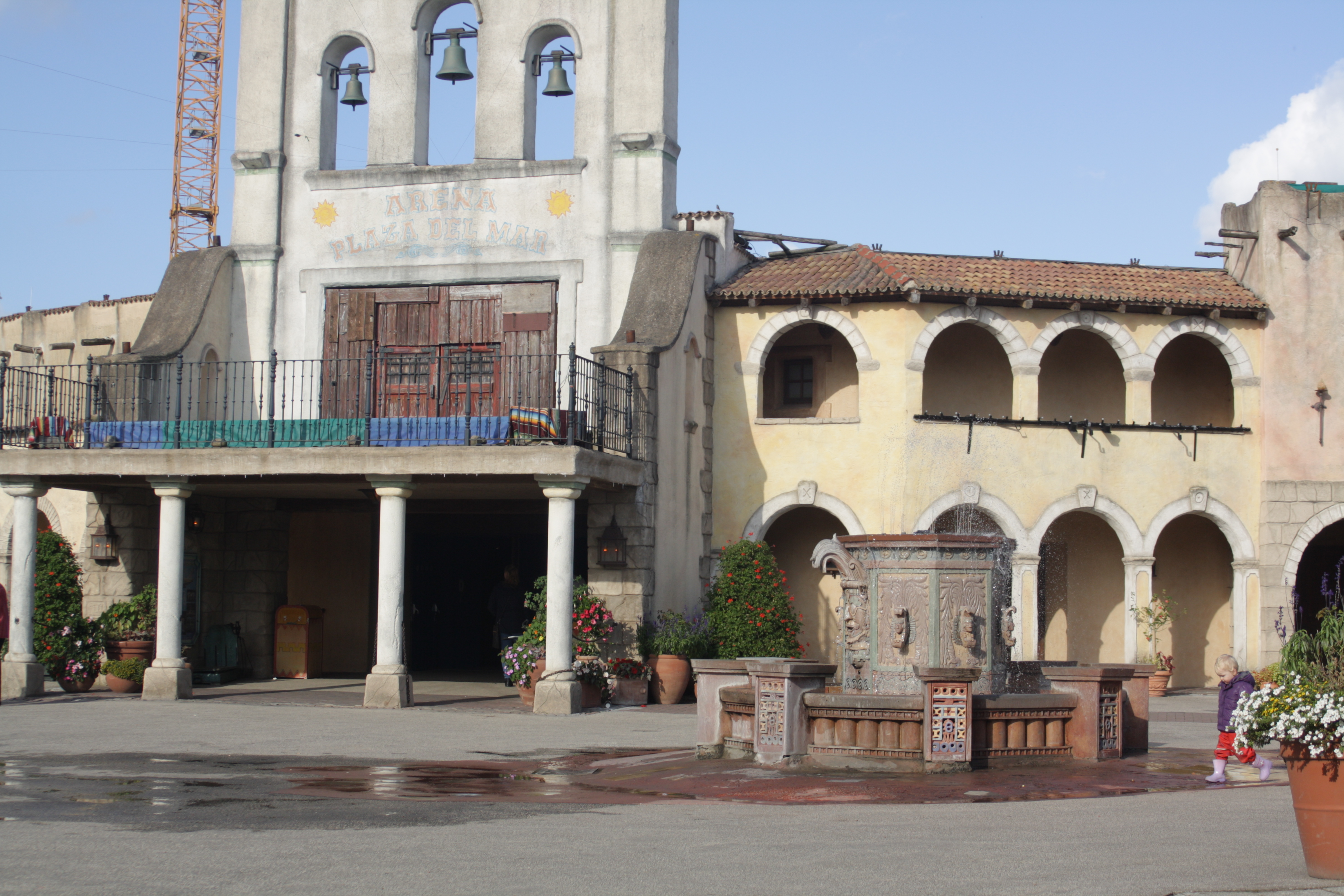
Die Arena del Mar beherbergt die Varieté-Show sowie die Laser- und Special-Effect-Show

- Varieté-Show
- Schaubudenzauber auf der Freilichtbühne
- Laser- und Special-Effect-Show
- 4D-Kino
- Emmi, Pingi & Co und die versunkene Stadt, familienfreundliche Show in der Aquarena
- Hansa-Park-Parade, Umzug mit Themenwagen und den Maskottchen des Hansa-Parks. Während des Herbstzaubers am Meer findet die Hansa-Park-Parade nicht statt.
- Tag der Achterbahn (16.8.)
- NDR Sommertour Finale (extern)
- Zeit der Schattenwesen
- Herbstzauber am Meer, Lichterparade und Feuerwerk jeden Tag in den Herbstferien Schleswig-Holsteins.

Jedes Jahr finden über die Saison verteilt verschiedene Events und Veranstaltungen statt. Zu den jedes Jahr wieder stattfindenden Veranstaltungen gehören das Osterhasen- und Osterblütenfestival, die Sommerblüte, die Zeit der Schattenwesen und der Herbstzauber am Meer.

## Hansa-Park Resort

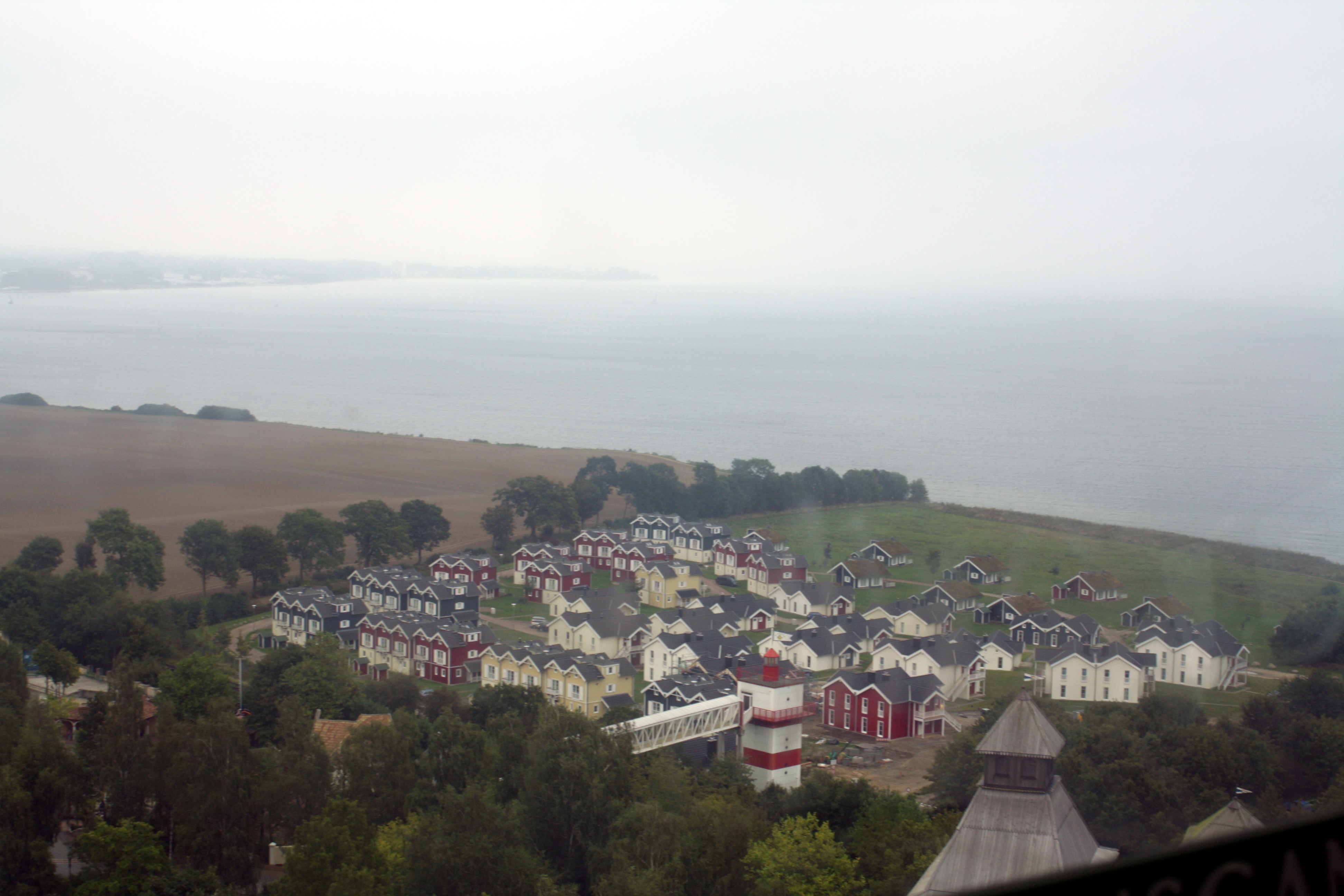
Ausschau auf das Hansa-Park Resort am Meer

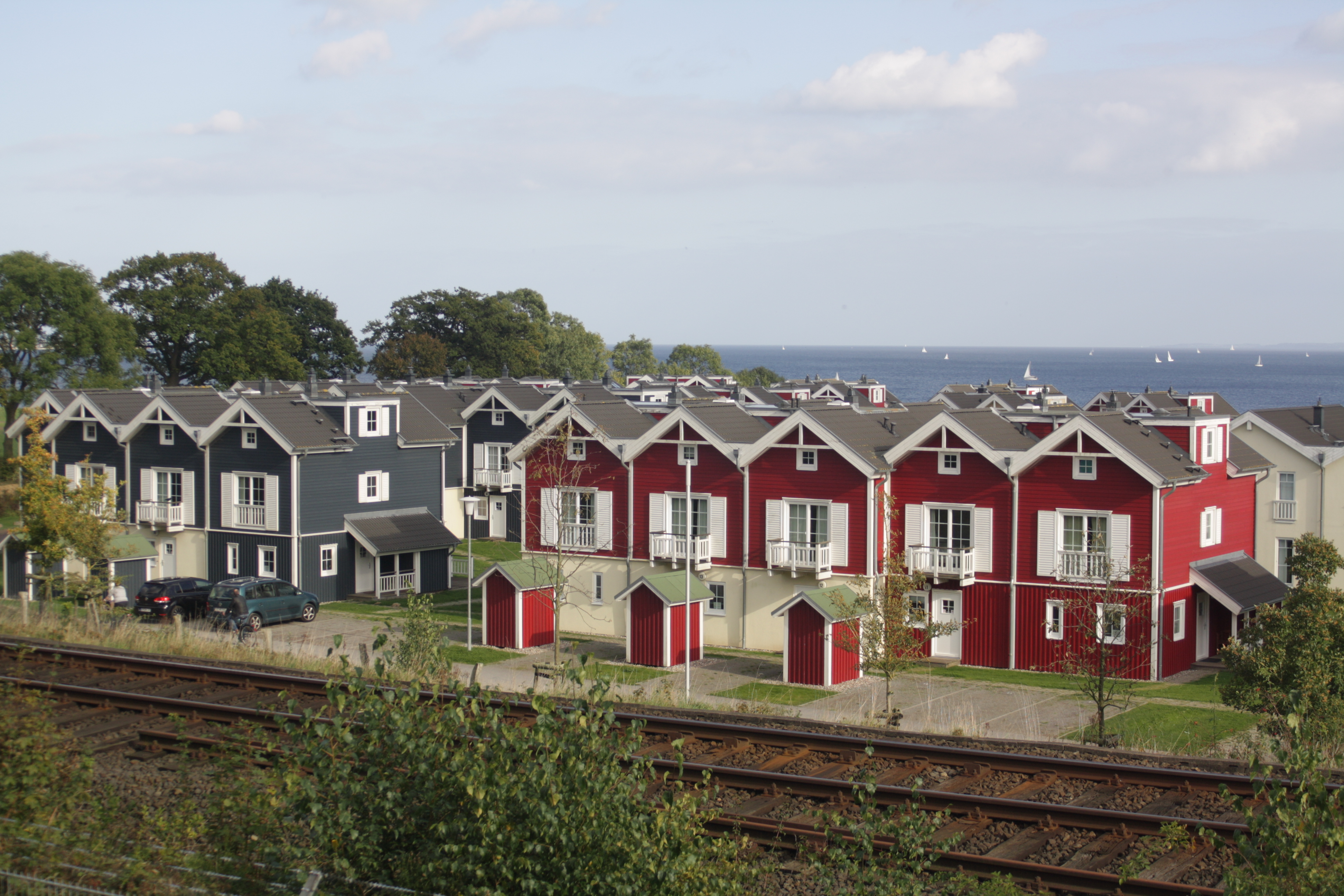
Reihenhäuser des Resort

Ab 2007 wurden die ersten von 109 geplanten Ferienwohnungen im skandinavischen Stil errichtet und bildeten das Hansa-Park Resort am Meer neben dem Hansa-Park und hinter der Bahnstrecke. Betreiber in Kooperation mit dem Hansa-Park ist die SARCON Ferienparks GmbH mit Sitz in Hamburg. SARCON wurde ab Juni 2006 von der niederländischen Roompot Service B.V. mit Sitz in Kamperland übernommen.

## Verkehr
Der Hansa-Park liegt im Schleswig-Holsteinischen Sierksdorf an der Ostsee ca. 25 Kilometer nördlich von Lübeck.
Westlich vom Park liegt die Bundesautobahn A1. Die nächstgelegenen Abfahrten sind Eutin und Neustadt iH Mitte. Der Hansa-Park verfügt über 5000 PKW-Parkplätze (8 mit E-Ladestationen) sowie 200 weitere Stellplätze für Wohnmobile und Reisebusse.
Der nächstgelegene Bahnhof ist der Bahnhof von Sierksdorf (ca. 750 m). Von dort verkehren die Regionalzüge der RB85 nach Lübeck Hauptbahnhof   und Neustadt in Holstein.
Vom Park aus fährt die DB Autokraft Linie 550 nach Neustadt, mit Umsteigemöglichkeiten nach Grömitz, Dahme und Oldenburg in Holstein sowie auch die Fernbuslinien von Flixbus nach Hamburg und Berlin.
Die nächstgelegenen Flughäfen sind der Flughafen Lübeck-Blankensee (ca. 35 km) und der Verkehrsflughafen Hamburg (ca. 95 km). Für Privatpiloten eignet sich der Sonderlandeplatz Hof Altona.
Auch die Anreise mit dem Schiff ist über die Seehäfen Lübeck-Travemünde (ca. 20 km), Puttgarden (ca. 65 km) und Kiel (ca. 60 km) möglich. Der nächstgelegene Sportboothafen ist die Ancora Marina in Neustadt in Holstein (ca. 5 km).